# 亨寧·米萊特納
亨寧·米萊特納（德語：Henning Mühlleitner，1997年7月15日—）是德國的一位游泳運動員。他在2018年歐洲游泳錦標賽的男子400米自由式比賽獲得銅牌。他也參加了2020年夏季奧林匹克運動會。